# Xaver Affentranger
Xaver Affentranger   (Suïssa, 1 de desembre de 1897 - 9 de gener de 1971) fou un esquiador de fons, de combinada nòrdica i saltador amb esquís suís que va competir durant la dècada de 1920.
Durant la seva carrera esportiva va participar en els Jocs Olímpics d'Hivern de 1924, a Chamonix, on fou dissetè en la prova de la combinada nòrdica, vint-i-dosè en els 18 quilòmetres d'esquí de fons i vint-i-quatrè en el salt amb esquís. El 1925 guanyà la medalla de bronze en la prova de la combinada nòrdica del primer Campionat del món d'esquí nòrdic.